# Jorge Anchén
Jorge Anchén, vollständiger Name Jorge Luis Anchén Cajiga, (* 17. August 1980 in Montevideo) ist ein ehemaliger uruguayischer Fußballspieler.

## Karriere

### Verein
Der 1,76 Meter große Mittelfeldakteur Anchén stand zu Beginn seiner Karriere seit der Apertura 1999 bis in die Zwischensaison 2005 beim Erstligisten Danubio FC unter Vertrag. 2004 gewann sein Team das Torneo Clasificatorio und wurde Uruguayischer Meister. In der Saison 2004 wurde er bei den Montevideanern 24-mal (kein Tor) in der Liga eingesetzt. In der Saison 2005 absolvierte er neun Erstligaspiele und schoss ein Tor. Die Apertura 2005 und die Clausura 2006 verbrachte er in Reihen des argentinischen Erstligisten Argentinos Juniors, für den er 17 Spiele (kein Tor) in der Primera División absolvierte. Nach seiner Rückkehr zu Danubio gewann er mit den Montevideanern die Apertura 2006 und trug dazu mit drei Erstligaeinsätzen (kein Tor) bei. Für das Jahr 2007 steht ein Engagement beim Club Atlético Bella Vista in der Primera División für ihn zu Buche. In der Clausura 2007 bestritt er fünf, in der Apertura 2007 neun Erstligapartien. Ein Tor erzielte er nicht. 2008 spielte er in Schweden bei AIK Stockholm. Dreimal traf er bei 15 Einsätzen in der Allsvenskan. Zum Jahresbeginn 2009 schloss er sich dem argentinischen Verein San Martín de Tucumán an. Mindestens elfmal (kein Tor) lief er in jenem Jahr der Primera División für seinen Klub auf. Sein dortiges Engagement endete Mitte des Jahres. Anfang September 2009 verpflichtete ihn der Zweitligist Durazno FC. Mindestens einmal (kein Tor) kam er dort bis Ende Februar 2010 in der Liga zum Einsatz. Von März 2010 bis Anfang Juli 2011 war Deportivo Pasto aus Kolumbien sein Arbeitgeber. Anschließend war er vertraglich bis 2013 an Deportivo Heredia aus Guatemala gebunden. Ende September 2013 kehrte er nach Uruguay zurück und unterschrieb beim seinerzeitigen Zweitligisten Rampla Juniors. In der Spielzeit 2013/14 trug er mit 21 absolvierten Partien (kein Tor) der Segunda División zum Aufstieg bei. In der Saison 2014/15 wurde er achtmal (kein Tor) in der höchsten uruguayischen Spielklasse eingesetzt. Während der Spielzeit 2015/16 wurde er zwar dort im Kader geführt, Einsatzdaten zu ihm sind aber nicht verzeichnet, Ende 2015 endete seine Vereinszugehörigkeit.

### Nationalmannschaft
Anchén war Mitglied der A-Nationalmannschaft Uruguays und nahm mit ihr an der Copa América 2001 teil. Er debütierte am 13. Juli 2001 unter Nationaltrainer Víctor Púa, als er beim 1:0-Sieg gegen die Auswahl Boliviens im Rahmen der Copa América in der 56. Spielminute für Andrés Martínez eingewechselt wurde. Sein letzter Länderspieleinsatz datiert vom 20. November 2002 unter der Regie des als Nationaltrainer debütierenden Jorge Da Silva bei der 0:1-Niederlage gegen Venezuela im Rahmen des Polar Beer Cup. Insgesamt bestritt er sechs Länderspiele. Ein Tor erzielte er nicht.

### Erfolge
- Uruguayischer Meister: 2004
- Apertura (Uruguay): 2001, 2006
- Clausura (Uruguay): 2002, 2004
- Torneo Clasificatorio: 2004